# Niemołodwa (mijanka)
Niemołodwa (ros. Немолодва) – mijanka i przystanek kolejowy w miejscowości Niemołodwa, w rejonie poczepskim, w obwodzie briańskim, w Rosji. Położona jest na linii Briańsk - Homel.